# Fernando Menis
Fernando Martín Menis (* 15. června 1951, Santa Cruz de Tenerife) je španělský architekt, absolvent Barcelonského institutu architektury, který také působí jako předseda Laboratoře pro inovace v oblasti architektury, designu a moderního cestovního ruchu na Tenerife a jako profesor EUC (European University of the Canary Islands) a příležitostně také jako hostující architekt na univerzitách a mezinárodních kongresech (např. Harvard, Technická univerzita Berlín, Columbia University and École Spéciale d'Architecture).
V roce 2004 založil architektonické studio Menis Architects, které sídlí na Tenerife. Jeho projekty se vyznačují udržitelností a přizpůsobivostí, což se odráží v méně nákladných řešeních, které kombinují přírodní prvky městské krajiny s architekturou. Mezi jeho hlavní dokončené projekty patří Prezidentské sídlo vlády Kanárských ostrovů v Santa Cruz de Tenerife (1999), bazén na řece Sprévě v Berlíně (2004), Magma Art & Congress (2005), Venkovní atletický stadion (2007) a multifunkční koncertní síň "Jordanki" v Toruni (Polsko). V roce 2007 Fernando Menis založil Fernando Menis S.L.P.U. a začal pracovat na projektech do celého světa. Současné projekty zahrnují švýcarský hotelový komplex Bürchen Mystik a kostel svatého Vykupitele v San Cristóbal de La Laguna, který je součástí permanentní sbírky MoMa v New Yorku.

## Raná tvorba a vzdělávání
V dětství pomáhal otci při výrobě vlastních hraček z recyklovaných materiálů. V jeho středoškolských letech se to projevilo v přemýšlení o tvarech a měkkých materiálech, jako jsou voskové svíčky. Menis to často popisuje jako svou inspiraci ke studiu architektury na vysoké škole. Studium začal na univerzitě v Las Palmas de Gran Canaria a dokončil jej v Barceloně. Vzrušujícím způsobem ovlivnila jeho život nově vzniklá demokratický společnost a touha po neuvěřitelné svobodě a společné radosti. Inspirací mu byli jeho dva profesoři Pep Bonet a Rafael Cáceres, kteří otvírali studentům nové pohledy a přinášli zdravý rozum do jejich tvorby. Poté, co promoval, přestěhoval se do Paříže a začal pracovat s Ricardem Bofillem v začátcích jeho architektonického studia. To mu dalo příležitost setkat se s novými přáteli a získat nové zkušenosti, které byly velmi odlišné od toho, na co byl zvyklý ze Španělska. Bylo to v Paříži, kde se dále rozvíjel a podílel se na několika soutěžích, jako je La Villette. Potěšení z týmové práce je to co podle něj posouvá projekt tak, aby vytvořil nejlepší řešení.

## Vybrané projekty
- Hatching - The Origination of a City (Architektonické bienále v Benátkách 2014 – Marocký pavilon FUNDAMENTAL-(ISM)S
- Hotelový komplex Bürchen Mystik (Švýcarsko, v přípravě)
- Multifunkční koncertní sál "Jordanki" v Toruni (Polsko, 2015)
- Magma Art & Congress (Adeje, Španělsko, 2005)
- Kostel svatého Vykupitele (San Cristóbal de La Laguna, Španělsko, 2018)
- Sakrální museum a náměstí v Adeje (Španělsko, 2010)
- Plavecký bazén na řece Sprévě (Berlín, 2004)
- Prezidentské sídlo vlády Kanárských ostrovů (Santa Cruz de Tenerife, Španělsko, 1999)

## Ocenění
- 2016: Zlota Kareta Award, NOWOSCI, Polsko – projekt: CKK "Jordanki" v Toruni, Polsko
- 2016: Ocenění poroty, BRYŁA Awards, Polsko – projekt: CKK "Jordanki" v Toruni, Polsko
- 2016: Cena za nejlepší kulturní stavbu v Polsku, SARP Awards (Sdružení polských architektů) - projekt: CKK "Jordanki" v Toruni, Polsko
- 2016: ICONIC Award, kategorie Veřejná stavba, Německo – projekt: CKK "Jordanki" v Toruni, Polsko
- 2016: Ocenění za nejlepší betonovou stavbu, Světový festival architektury (WAN), Velká Británie, 2016 Ocenění za nejlepší kulturní stavbu, BUILD Architecture Awards, Velká Británie – projekt: CKK "Jordanki" v Toruni, Polsko
- 2016: Gold Award za nejlepší veřejnou stavbu, Taipei International Design Award, Tchaj-wan – projekt: CKK "Jordanki" v Toruni, Polsko
- 2016: Speciální cena za univerzální přístup, CEMEX Building Awards, Mexiko – projekt: CKK "Jordanki" v Toruni, Polsko
- 2016: Finalista, architektonická cena časopisu POLITYKA, Poland – projekt: CKK "Jordanki" v Toruni, Polsko
- 2016: Finalista, XIII Španělské bienále architektury, kategorie - "Produkt” - projekt: Picado, CKK "Jordanki" v Toruni, Polsko
- 2016: Finalista, Světový festival architektury (WAF), kategorie – kulturní stavby, Německo – projekt: CKK "Jordanki" v Toruni, Polsko
- 2016: Nominace, Modernizacja Awards, kategorie Nová městská budova, Polsko – projekt: CKK "Jordanki" v Toruni, Polsko
- 2016: Nový zázrak Polska, Soutěž nových 7 divů v Polsku, National Geographic, Polsko. - projekt: CKK "Jordanki" v Toruni, Polsko
- 2016: Ocenění poroty, Taipei Intl. Design Award, kategorie Veřejný prostor, Tchaj-wan – projekt: Bürchen veřejný prostor v Büchen, Švýcarsko
- 2016: Finalista, Evropská cena za veřejný prostor – projekt: Bürchen veřejný prostor v Büchen, Švýcarsko
- 2016: Finalista, Světový festival architektury (WAF), kategorie – krajina, Německo – projekt: Bürchen veřejný prostor v Büchen, Švýcarsko
- 2014: Finalista na Světovém festivalu architektury (WAF) - projekt: Bürchen Mystik, Švýcarsko
- 2012: Ocenění na Světovém festivalu architektury (WAF) První cena v kategorii Nové a staré a speciální cena ředitele – projekt: Sakrální museum a náměstí v Adeje, Španělsko
- 2012: Finalista Evropské ceny za veřejný prostor – projekt: Sakrální museum a náměstí v Adeje, Španělsko
- 2012: Ocenění za inovace v architektuře Ambuja Cement Foundation 2012 – projekt: kostel svatého Vykupitele, San Cristóbal de La Laguna, Španělsko
- 2011: Finalista na Světovém festivalu architektury (WAF) v kategorie plánovaných kulturních staveb – projekt: Auditorium v Pájara, Fuerteventura, Španělsko
- 2010: Ocenění na Světovém festivalu architektury (WAF) první místo v kategorii plánovaných kulturních staveb – projekt: CKK "Jordanki" v Toruni, Polsko
- 2008: Finalista v soutěži Manuel de Oráa Award – projekt: 4.etapa parku Cuchillitos, Španělsko
- 2007: Čestné uznání na 11. ročníku "Architecture in Stone” – projekt venkovního atletického stadionu, Španělsko
- 2007: Nominace na cenu Miese van der Rohe – projekt: Magma Art & Congress, Španělsko
- 2007: Vybraný projekt na Cenu španělské architektury – projekt: Magma Art & Congress, Španělsko
- 2007: První místo na Simproni Accessibility Architecture – projekt: Magma Art & Congress, Španělsko
- 2007: Finalista 9. ročníku španělského bienále architektury – projekt: Magma Art & Congress, Španělsko
- 2006-07: První místo a speciální cena Manuel de Oráa – projekt: venkovního atletického stadionu, Španělsko
- 2006: Finalista FAD 2006 Awards – projekt: Magma Art & Congress, Španělsko
- 2006: Vybraná práce na 11. ročníku bienále architektury v Benátkách – projekt: plavecký bazén na řece Sprévě v Berlíně, Německo
- 2006: Finalista na 4. ročníku Evropské ceny za městský veřejný prostor – projekt: plavecký bazén na řece Sprévě v Berlíně, Německo
- 2005: Finalista na 8. ročníku španělského bienále architektury – projekt: plavecký bazén na řece Sprévě v Berlíně, Německo
- 2004-05: Společná první místo na cenu Manuel de Oráa – projekt: Magma Art & Congress, Španělsko
- 2003: Vybraná práce na IBERFAD – projekt: 11 apartmánů v El Guicho, Španělsko
- 2003: Ocenění na mezinárodním 13. ročníku "Architecture in Stone”- projekt: Prezidentské sídlo vlády Kanárských ostrovů, Santa Cruz de Tenerife, Španělsko
- 2002: Vybraná práce na 8. ročníku bienále architektury v Benátkách – projekt: Prezidentské sídlo vlády Kanárských ostrovů, Santa Cruz de Tenerife, Španělsko
- 2000: První místo v Národní ceně za architekturu a design – projekt: Prezidentské sídlo vlády Kanárských ostrovů, Santa Cruz de Tenerife, Španělsko
- 1999-00: První místo Manuel de Oráa – projekt: Prezidentské sídlo vlády Kanárských ostrovů, Santa Cruz de Tenerife, Španělsko
- 1999: Finalista na FAD Awards – projekt: MM House, Santa Cruz de Tenerife, Španělsko
- 1998-99: První místo Manuel de Oráa – projekt: El Tanque – kulturní prostor, Santa Cruz de Tenerife, Španělsko
- 1998-99: Ocenění na španělském bienále architektury – projekt: El Tanque – kulturní prostor, Santa Cruz de Tenerife, Španělsko
- 1998: První místo Manuel de Oráa – projekt: MM House, Santa Cruz de Tenerife, Španělsko
- 1998: Vybraná práce na IBERFAD Awards – projekt: El Tanque – kulturní prostor, Santa Cruz de Tenerife, Španělsko
- 1994-95: Accesit Manuel de Oráa – projekt: Objekt Proa, Santa Cruz de Tenerife, Španělsko
- 1994: Finalista IBERFAD Awards – projekt: Objekt Proa, Santa Cruz de Tenerife, Španělsko
- 1992-93: Společné první místo Manuel de Oráa – projekt: Studentské koleje San Agustin, San Cristóbal de La Laguna, Španělsko
- 1992-93: Společné první místo Manuel de Oráa – projekt: Sportovní komplex Ana Bautista, Santa Cruz de Tenerife, Španělsko
- 1988-89: Druhé místo Manuel de Oráa – projekt: La Vigilia apartmány, San Miguel, Španělsko
- 1982-83: První místo Manuel de Oráa – projekt: Texaco čerpací stanice, Santa Cruz de Tenerife, Španělsko